# Megastigmus laricis
Megastigmus laricis är en stekelart som beskrevs av Marcovitch 1914. Megastigmus laricis ingår i släktet Megastigmus och familjen gallglanssteklar. Inga underarter finns listade i Catalogue of Life.